# Paşalıoğlu
Paşalıoğlu is een dorp in het Turks district Boyabat in de provincie Sinop. Het dorp ligt ongeveer 41 km ten noorden van Boyabat en 131 km ten zuidwesten van Sinop.

## Bevolking
In 2021 telde het dorp 269 inwoners - 140 mannen en 129 vrouwen. Alhoewel het aantal inwoners tussen 1985 en 2000 bijna met 70% is afgenomen (van 639 inwoners naar 203 inwoners), vertoont het aantal inwoners in de 21ste eeuw weer een langzaam stijgende trend.
Vanwege een beveiligingsprobleem met de MediaWiki Graph-software is het momenteel niet mogelijk deze grafiek weer te geven. Zodra de software is bijgewerkt zal de grafiek vanzelf weer zichtbaar worden.